# Dyrektywa (Unia Europejska)
Dyrektywa Unii Europejskiej – akt prawa pochodnego Unii Europejskiej, którego mocą prawodawcy państw członkowskich Unii zostają zobowiązani do wprowadzenia (transpozycji) określonych regulacji prawnych, służących osiągnięciu wskazanego w dyrektywie celu.

## Opis
Dyrektywy przyjęte wspólnie przez Parlament Europejski oraz Radę Unii Europejskiej, a także dyrektywy skierowane do wszystkich państw członkowskich są ogłaszane w Dzienniku Urzędowym Unii Europejskiej i wchodzą w życie w terminie przez nie wskazanym lub dwudziestego dnia od ogłoszenia.
Dyrektywy mają różną wagę: zalecana, obowiązująca oraz wprowadzana na okres próbny. Pozostawiają one krajom członkowskim Unii swobodę wyboru doboru środków i metod realizacji wskazanych w nich celów.
Jakkolwiek dyrektywa wprost jedynie zobowiązuje państwa członkowskie do ustanowienia danego porządku prawnego, to w świetle orzecznictwa Trybunału Sprawiedliwości Unii Europejskiej, jeśli dane państwo nie dokona implementacji, obywatel ma prawo powoływać się bezpośrednio na dyrektywę wobec wszelkich przepisów prawa krajowego niezgodnych z dyrektywą. Koniecznym zastrzeżeniem dodanym przez TSUE jest uzależnienie tego bezpośredniego skutku od tego, czy przepisy dyrektywy z punktu widzenia ich treści wydają się bezwarunkowe i wystarczająco precyzyjne.
Dyrektywy mają duże znaczenie dla jednolitego rynku.